# Elisabeth Schumann
Elisabeth Schumann (ur. 13 czerwca 1888 w Merseburgu, zm. 23 kwietnia 1952 w Nowym Jorku) – niemiecka śpiewaczka, sopran.

## Życiorys
Była prawnuczką Henrietty Sontag. Studiowała w Dreźnie u Natalie Haenisch, w Berlinie u Marie Dietrich oraz w Hamburgu u Almy Schadow. Zadebiutowała w 1909 roku w Stadttheater w Hamburgu w roli Pasterza w Tannhäuserze Richarda Wagnera. W 1914 roku wystąpiła po raz pierwszy w Metropolitan Opera w Nowym Jorku w roli Zofii w Kawalerze srebrnej róży Richarda Straussa, w tej samej roli debiutowała w 1924 roku w londyńskim Covent Garden Theatre. W latach 1919–1938 związana była z Operą Wiedeńską. Od 1922 do 1936 roku regularnie występowała na festiwalu w Salzburgu, w latach 1924–1931 występowała też w mediolańskiej La Scali. W 1921 roku odbyła wielkie tournée koncertowe po Stanach Zjednoczonych, wspólnie z akompaniującym jej jako pianista Richardem Straussem. Po aneksji Austrii przez III Rzeszę w 1938 roku wyemigrowała do USA, w 1944 roku przyznano jej amerykańskie obywatelstwo. Wykładała w Curtis Institute of Music w Filadelfii. W 1945 roku wystąpiła w Royal Albert Hall w Londynie, a w 1947 roku na pierwszym festiwalu w Edynburgu.
Jej popisową partią była rola Zofii w Kawalerze srebrnej róży Richarda Straussa, ceniono ją też za rolę Ewy w Śpiewakach norymberskich Richarda Wagnera. Ponadto miała w swoim repertuarze role z oper W.A. Mozarta, Beethovena, Gounoda, Meyerbeera, Lortzinga i Humperdincka, a także pieśni Schuberta, Schumanna, Wolfa i R. Straussa. Dokonała licznych nagrań płytowych.
Odznaczona została orderem Legii Honorowej, otrzymała też tytuł Kammersängerin. Opublikowała pracę German Song (wyd. Londyn 1948).